# Partido Comunista da Tailândia
O Partido Communista da Tailândia (PCT), (em tailandês:  พรรคคอมมิวนิสต์แห่งประเทศไทย), foi um Partido Comunista na Tailândia, ativo de 1942 até a década de 1990.
Inicialmente conhecido como Partido Comunista do Sião, o partido foi fundado oficialmente em 1 de dezembro de 1942, embora o ativismo comunista no país tenha começado já em 1927. Na década de 1960, o PCT cresceu em número de membros e apoio e, no início da década de 1970, era o segundo maior movimento comunista no Sudeste Asiático continental (depois do Vietnã). O partido lançou uma guerra de guerrilha contra o governo tailandês em 1965. Embora o PCT tenha sofrido divisões internas, no seu auge político o partido agiu efectivamente como um Estado dentro do Estado. Estima-se que o seu apoio rural tenha sido de pelo menos quatro milhões de pessoas; seu braço militar consistia de 10 a 14.000 combatentes armados. Sua influência concentrou-se no nordeste, norte e sul da Tailândia . Após uma série de disputas partidárias internas, mudanças nas alianças comunistas internacionais, políticas de contra-insurgência bem-sucedidas do governo da Tailândia, incluindo uma oferta amplamente aceita de anistia para quadros do partido, e a Guerra Fria chegando ao seu fim, o partido desapareceu da cena política em início da década de 1990.

## História

### Criação do Partido
As origens do movimento comunista na Tailândia começam com a fundação do Comitê Especial do Sião do Partido Comunista dos Mares do Sul entre 1926 e 1927. Uma infusão de esquerdistas fugindo da China para a Tailândia no final da década de 1920, após a divisão Nacionalista-Comunista de 1927, também aumentou. apoio às atividades. Os relatos variam, mas em algum momento entre o final de 1929 e o início de 1930, o Partido Comunista do Sião foi inaugurado.
Durante a sua fase inicial de existência, o Partido Comunista do Sião permaneceu um partido pequeno. É composto principalmente por intelectuais em Bangkok . No início de 1948, fontes da inteligência britânica consideraram "exagerados" os relatos de que o partido tinha 3.000 membros em todo o país. O partido desfrutou de um breve período de legalidade de 1946 a 1948. A sede secreta do partido ficava em um prédio de madeira na Estrada de Si Phraya , Bangkok.
Uma delegação do PCT participou no segundo congresso nacional do Partido Comunista do Vietnã (PCV) em Tuyen Quang, em Fevereiro de 1951.
O PCT realizou seu segundo congresso do partido em 1952.

### Insurgência
Em 1960, o partido participou do Encontro Internacional dos Partidos Comunistas e Operários realizado em Moscou .
O PCT realizou o seu terceiro congresso do partido em setembro de 1961. Na divisão sino-soviética, o PCT ficou do lado do Partido Comunista da China. Em Outubro de 1964, a sua posição foi esclarecida numa mensagem de felicitações por ocasião do 15º aniversário da República Popular da China. Ideologicamente, o partido alinhou-se com o maoísmo. Em 1961, formulou uma política de luta armada nos moldes da experiência chinesa, que foi tornada pública em 1964. O partido condenou o Partido Comunista da União Soviética como revisionista e socialmente imperialista. A partir de 1966, as relações com o Partido Comunista do Vietname começaram a deteriorar-se, à medida que o PCT criticava o PCV por não ter assumido uma posição clara pró-China.
A Voz do Povo da Tailândia (VOPT), uma estação de rádio do PCT, foi estabelecida em Yunnan, sul da China, em março de 1962.
O partido lançou a Frente Patriótica Tailandesa (FPT) em 1 de janeiro de 1965. A FPT tinha um programa de seis pontos para a paz e a neutralidade. A Frente apelou à formação de um governo patriótico e democrático e opôs-se ao governo tailandês e à presença de tropas dos EUA na Tailândia. A FPT estava preparada para desempenhar o papel da frente única no cenário triangular da estratégia de guerra popular (partido-exército-frente).
A luta armada de baixa intensidade começou em Agosto de 1965, quando o partido declarou através da VOPT que “uma era de luta armada tinha começado”. Concomitantemente, o partido iniciou ações armadas no distrito de Na Kae, na província de Nakhon Phanom . Na época estimava-se que o partido tinha cerca de 1.200 combatentes armados sob seu comando.
Em 1968, a rede de guerrilha do PCT consistia em menos de 4.000 combatentes armados, espalhados pelas montanhas do norte e outras regiões periféricas. A guerrilha do PCT tinha ligações limitadas com apoio externo.
Em 1969, foi formado o Comando Supremo do Exército de Libertação Popular da Tailândia, marcando uma nova fase na formação de forças de guerrilha. A luta armada espalhou-se por vários distritos do norte, nas montanhas Phetchabun e na cordilheira Phi Pan Nam. As forças armadas do partido também estabeleceram presença ao longo da fronteira com a Malásia, nas áreas onde estavam baseadas as forças armadas do Partido Comunista da Malásia.
Em Julho de 1969, nove membros do PCT foram presos, incluindo um membro de alto escalão do Comité Central . As prisões foram apresentadas pelo governo como uma vitória crucial sobre o partido.
A partir de 1970, o Exército Popular de Libertação da Tailândia (EPLT) recebeu apoio logístico significativo da China e do Vietname. As forças do EPLT intensificaram as suas operações, incluindo ataques às bases de bombardeiros da Força Aérea dos EUA no país.
No rescaldo do massacre de 6 de Outubro de 1976 na Universidade Thammasat e no clima de repressão crescente após a tomada militar do país, o PCT conseguiu expandir a sua base de membros. Muitos dos novos recrutas eram estudantes, trabalhadores, intelectuais, agricultores ou quadros do Partido Socialista da Tailândia . Mais de 1.000 estudantes aderiram ao partido, incluindo a maioria dos representantes eleitos dos campi em todo o país. Uma grande parte dos membros recém-recrutados recebeu formação política e militar em campos do EPLT no Laos . Os instrutores eram tailandeses, laosianos e vietnamitas.
Em muitos casos, os estudantes habituados à vida urbana tiveram dificuldades em adaptar-se às duras realidades da luta de guerrilha, e assim o partido decidiu colocar muitos deles em aldeias bastante profundas na selva. Os novos estudantes recrutados foram divididos em grupos de cinco a dez, que foram distribuídos pelas cerca de 250 “aldeias libertadas” do país.
Em 1977, o partido tinha cerca de 6.000 a 8.000 combatentes armados e cerca de um milhão de simpatizantes. Metade das províncias do país foram declaradas "infiltradas comunistas" por fontes oficiais tailandesas da época.
A entrada de intelectuais de esquerda no partido reforçou a sua capacidade de prosseguir políticas de frente única. Após a expansão do seu número de membros, o PCT começou a estender a mão a sectores mais vastos da sociedade tailandesa para formar uma ampla frente democrática. Em 7 de maio de 1977, o Partido Socialista da Tailândia (PST) declarou que cooperaria na luta armada com o PCT. No dia 2 de julho, os dois partidos declararam a formação de uma frente única.

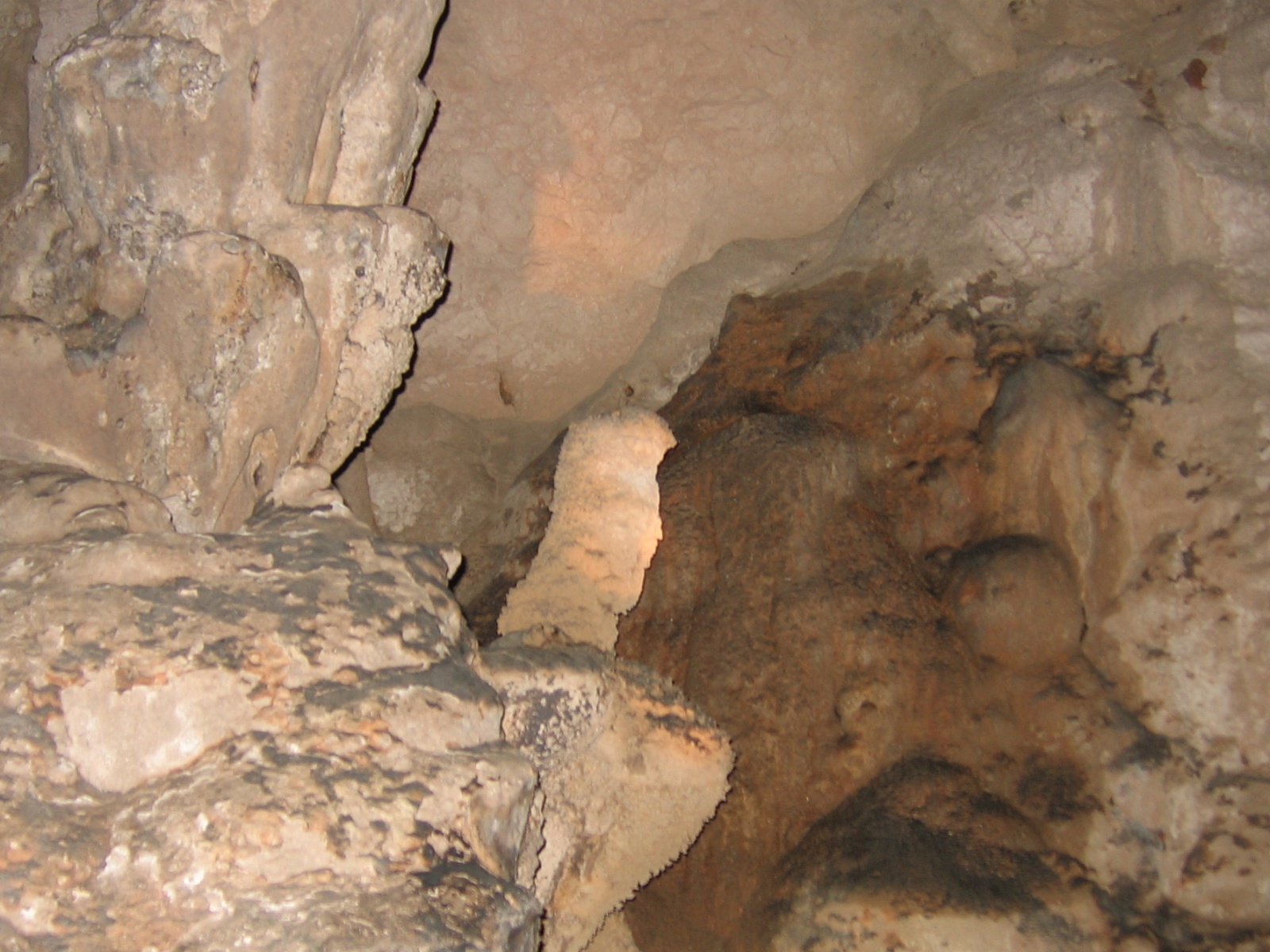
Espeleotemas dentro da caverna Ta Ko Bi, uma caverna no distrito de Umphang, usada como base pelos guerrilheiros do PCT.

Em 1980, o governo tailandês adoptou uma ordem governamental, "66/2523", encorajando os quadros do CPT a desertar. Os quadros comunistas acabaram por ser anistiados.
Em março de 1981, o Partido Socialista da Tailândia rompeu relações com o PCT, alegando que o PCT era controlado por influências estrangeiras.
m Abril de 1981, a liderança do PCT procurou conversações com o governo tailandês. O governo respondeu que os combatentes do PCT tinham de se desmobilizar antes que qualquer conversação pudesse ser iniciada. Numa declaração de 25 de outubro de 1981, o major-general Chavalit Yongchaiyudh, diretor do Departamento de Operações do Exército Tailandês, disse que a guerra contra as forças armadas do PCT estava se aproximando do fim, pois todas as principais bases do EPLT no norte e no nordeste haviam sido destruídas.
Em 1982, o governo, sob o comando do primeiro-ministro general Prem Tinsulanonda, emitiu outra ordem executiva, 65/2525, oferecendo anistia aos combatentes do PCT e EPLT.
Em 1982-1983, o PCT sofreu deserções em massa dos seus quadros e o seu potencial militar foi severamente reduzido. Muitos dos que desertaram no início da década de 1980 eram estudantes e intelectuais que aderiram ao PCT após o massacre de 1976. Os desertores rejeitaram geralmente as posições ideológicas maoistas do PCT, argumentando que a Tailândia estava a emergir como uma nação industrial e que a estratégia de guerra camponesa tinha de ser abandonada.
Damri Ruangsutham, um membro influente do Politburo, e Surachai Sae Dan, uma figura importante do partido no sul da Tailândia, foram capturados pelas forças estatais naquela época.
Não houve relatos de atividade do PCT desde o início da década de 1990. O destino exato do Partido não é conhecido e permanece proibido até hoje.